# Nó 6,1

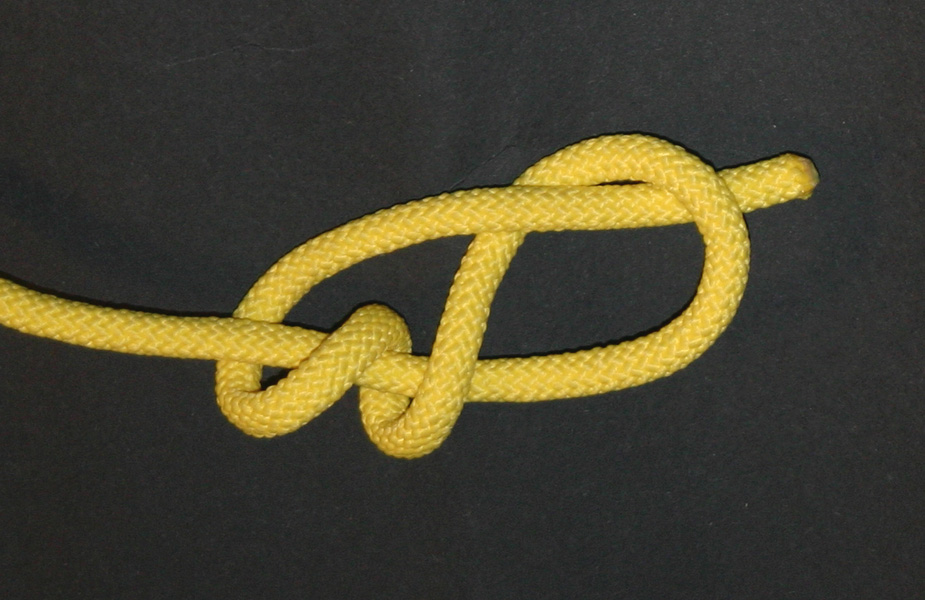
Nó 6,1

Na teoria dos nós, o nó 6,1  é um dos três nós primos com seis cruzamentos, os outros sendo os nós 6,2 e o nó 6,3. O nó 6,1 é listado como o 61 na notação de  Alexander–Briggs, e pode também ser descrito como um nó torcido com quatro torções, ou como o nó (5,−1,−1) pretzel.
O nó matemático 6,1 é nomeado a partir do nó comum de estivador, que é frequentemente usada como uma trava na extremidade de uma corda. A versão matemática do nó pode ser obtida a partir da versão comum, unindo-se as duas pontas soltas da corda, formando um laço atado .
O nó 6,1 é inversível e quiral. Seu polinômio de Alexander é:
{\displaystyle \Delta (t)=-2t+5-2t^{-1}},
seu polinômio de Conway é:
{\displaystyle \bigtriangledown (z)=1-2z^{2}}
e o seu polinômio de Jones é:
{\displaystyle V(q)=q^{2}-q+2-2q^{-1}+q^{-2}-q^{-3}+q^{-4}}.
O polinômio de Alexander e o polinômio de Conway são os mesmos para o nó 946, mas o polinômio de Jones para estes dois nós é diferente. Como o polinômio de Alexander não é um polinômio mônico, o nó não é fibrado.
O nó de estivador é um nó de fita, e, portanto, é também nó fatiado.
O nó 6,1 é um nó hiperbólico, com seu complemento possuindo volume hiperbólico de aproximadamente 3.16396.